# Jan Jongbloed
Jan Jongbloed (Ámsterdam, 25 de noviembre de 1940-31 de agosto de 2023) fue un futbolista neerlandés que se desempeñaba en la posición de guardameta. Llegó a jugar en la selección de fútbol de los Países Bajos. Debutó en 1959 a los diecinueve años y se retiró en 1986 a los 45.

## Trayectoria
Jugó 707 partidos en la Eredivisie, donde militó en los siguientes clubs: DWS Amsterdam (después llamado FC Amsterdam), Roda JC y Go Ahead Eagles.
Se dijo de él que jugaba mejor con los pies que con las manos. Fue convocado para el Mundial de Fútbol Alemania de 1974, por el seleccionador Rinus Michels, por la lesión del portero que iba a ocupar su posición, Jan Van Beveren. La prensa neerlandesa se quejó aduciendo que el mejor candidato tras la lesión de Van Beveren era Piet Schrijvers, pero Jongbloed acabó como titular.
Fue convocado para el Mundial de Fútbol de Argentina de 1978. Llegó a jugar en la final en la que perdió su selección 3-1 en la prórroga. En dicho  Mundial, Escocia le marcó el mejor gol de su historia, a manos de Archie Gemmill. Así, en 2008, ese mágico momento se transformó en una de las coreografías de la obra The Beautiful Game, del Ballet Nacional inglés.
Se retiró a los 45 años de edad tras sufrir un ataque al corazón mientras jugaba un partido. A partir de entonces trabajó como entrenador de porteros.
Se le conoció mundialmente por utilizar el dorsal número 8, un dorsal atípico para un portero.

## Vida personal
Jongbloed se casó dos veces y en ambas ocasiones se divorció; Él tiene una hija llamada  Nicole. Su hijo Eric Jongbloed también era futbolista, y jugaba en el DWS Amsterdam. El 23 de septiembre de 1984, en un partido de exhibición con su equipo, Eric murió a los 21 años de edad al ser alcanzado por un rayo en presencia de su padre.

## Logros
- Eredivisie (1): 1963/64